# Йон Гансен (веслувальник)
Йон Гансен (дан. John Hansen, 8 жовтня 1938) — данський академічний веслувальник.
Олімпійський чемпіон 1964 року в складі розпашної четвірки без стернового.
Срібний призер Чемпіонату Європи 1964 року в складі розпашної четвірки без стернового.